# Cloreto de crômio(III)
Cloreto de crômio (III) (também chamado cloreto crômico) é um sólido colorido de violeta com a fórmula CrCl3. A forma mais comum de CrCl3 comercializada é um hexaidrato verde escuro com a fórmula [CrCl2(H2O)4]Cl.2H2O. Dois outros hidratos são conhecidos, o verde pálido [CrCl(H2O)5]Cl2.H2O e o violeta [Cr(H2O)6]Cl3. Esta não usual apresentação de cloretos de cromo (III), tendo uma série de [CrCl3−n(H2O)n]z+, cada um dos quis é isolável, é também encontrada em outros compostos de cromo (III).